# 医療投資
医療投資（いりょうとうし）とは、利益を得る目的で医療に係る市場に対して資金を投下することをいう。
一般には、病院、診療所などが医療行為の対価として受け取る診療報酬や診療報酬そのものを
証券化した診療報酬請求債権などのレセプト債、また、医療サービスを提供する企業への
投資の総称として使われることが多い。
どのような形態の投資も、不確実性（リスク）が伴い、投資による期待収益率が高い場合、一般には不確実性（リスク）が
高まるが、その中でも、株式投資や先物取引、FXなどの投資に比べてボラティリティ（価格変動）が少なく、
不動産投資や株式投資と比べて、市場が医療業界であるため、経済の指標や景気に連動する部分が少ないと
いわれているのが医療投資の特徴であり、第三極の投資分野として考えられている。
医療投資の代表的な指標としては、国民医療費が挙げられる。国民医療費は、人口の増減によって変動するが、
日本やアメリカのように、人口の増加トレンドが続く場合、国民医療費も連動して増加しており、それに伴い、
医療投資の市場も拡大し続けている。世界各国の国民医療費については、各国の保険者によって提供される
医療保健制度によって違いがあり、保険者が民間か公的かの違いによっても医療市場の規模に違いが発生している。